# ديف ريان (لاعب كرة قدم أمريكية)
ديف ريان (بالإنجليزية: Dave Ryan)‏ هو لاعب كرة قدم أمريكية أمريكي، ولد في 3 فبراير 1923 في كوفمان في الولايات المتحدة، وتوفي بنفس المكان في 5 ديسمبر 1988.

## وصلات خارجية
- ديف ريان على موقع مرجع كرة القدم المحترفة.كوم (الإنجليزية)